# Der Dreischneuß
Der Dreischneuß ist eine seit 1996 erscheinende deutschsprachige Literaturzeitschrift.

## Konzept
Die zunächst halbjährlich edierte Literaturzeitschrift Der Dreischneuß, die im Marien-Blatt-Verlag in Lübeck erscheint, wird seit 2004 einmal jährlich von Regine Mönkemeier herausgegeben.
Schwerpunkte der Zeitschrift sind Lyrik und kurze Prosa.

## Autoren (Auswahl)
In Der Dreischneuß erschienen Erstveröffentlichungen von Johanna Anderka, Natalie Balkow, Theo Breuer, Ingo Cesaro, Crauss, Therese Chromik, Jonas-Philipp Dallmann, Monika Dieck, Tobias Falberg, Frederike Frei, Christoph Hamann, Marcus Jensen, Adrian Kasnitz, Daniel Klaus, Birgit van der Leeden, Christoph Leisten, Herbert-Werner Mühlroth, Markus Orths, Klaus Ungerer, Sybil Volks, Jan Wagner, Orla Wolf u. v. a. m.

## Sonderhefte
Einzelnen Autoren gewidmete Sonderhefte von Der Dreischneuß erschienen mit Gedichten von Klára Hůrková, Hartwig Mauritz, Andreas Lehmann, Herbert-Werner Mühlroth und Rolf Birkholz.